# Södra berget
Södra berget (även kallat Södra stadsberget) når 240 meter över havet och ligger syd-sydöst om Sundsvalls centrum, söder om stadsdelen Skönsmon. Det går både bilväg och stigar till toppen. På toppen finns den 216 m höga TV-masten Stadsbergetmasten och ett hotell. På bergets nordsida, som vetter mot Sundsvallsfjärden ligger en skidanläggning. Här genomfördes en slalomdeltävling i världscupen i alpin skidåkning 1992.

## Friluftscentrum
Det finns ett friluftscentrum beläget på Södra berget, med bland annat skidspår, cykelleder, en discgolfbana, ett utegym, äventyrsstigar och lekytor. 

## Bildgalleri

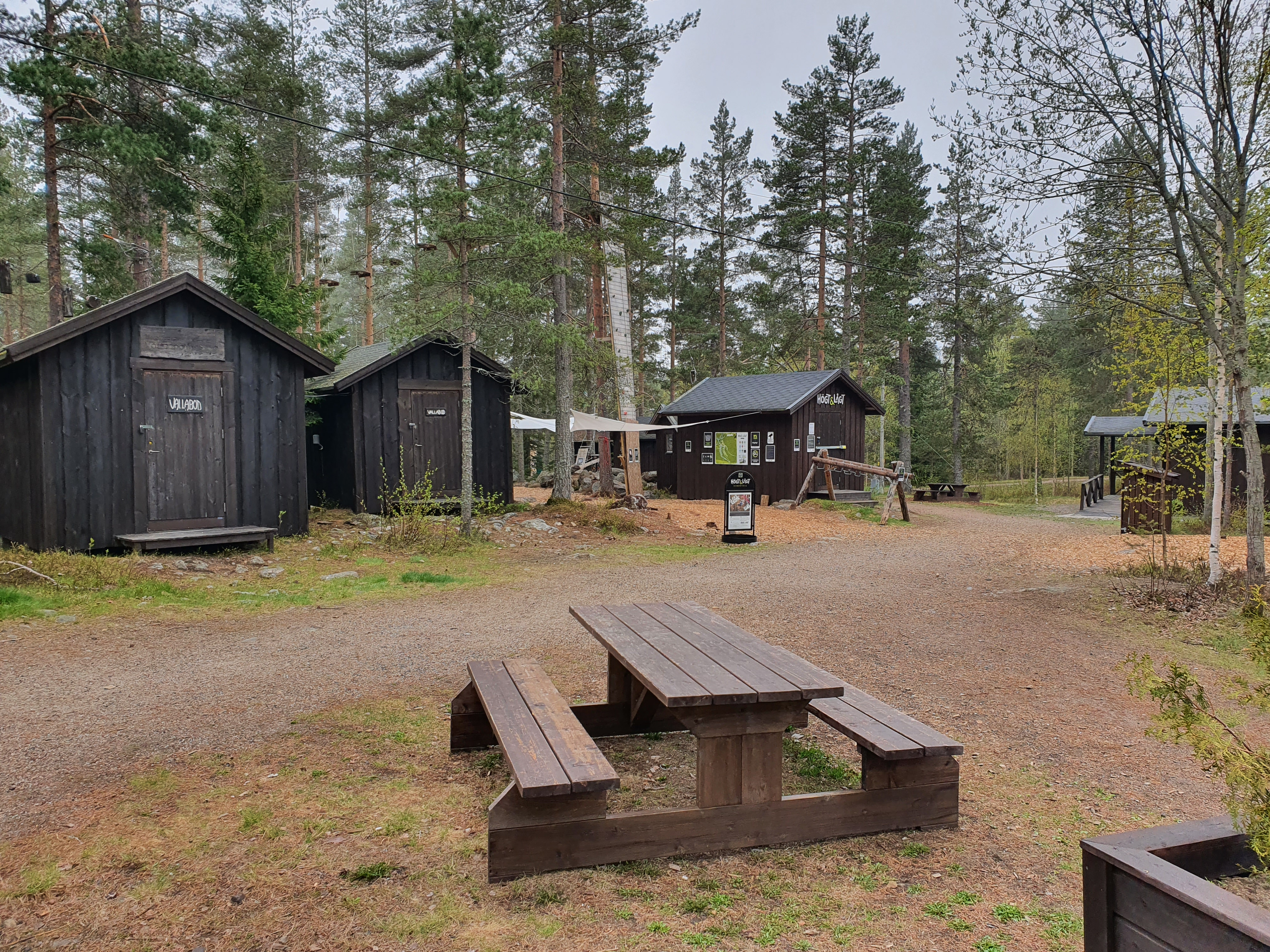
Bodar
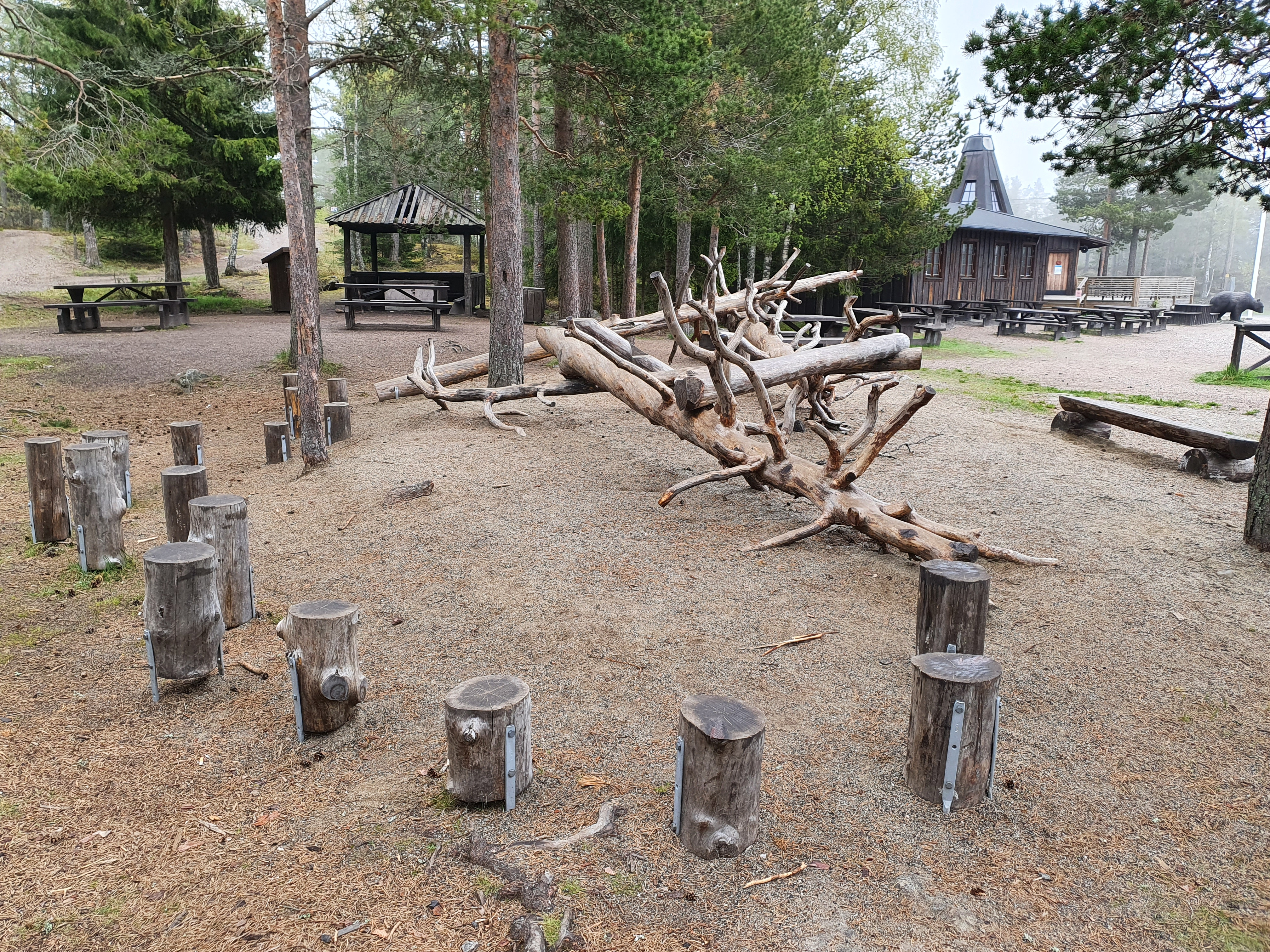
Friluftsområde
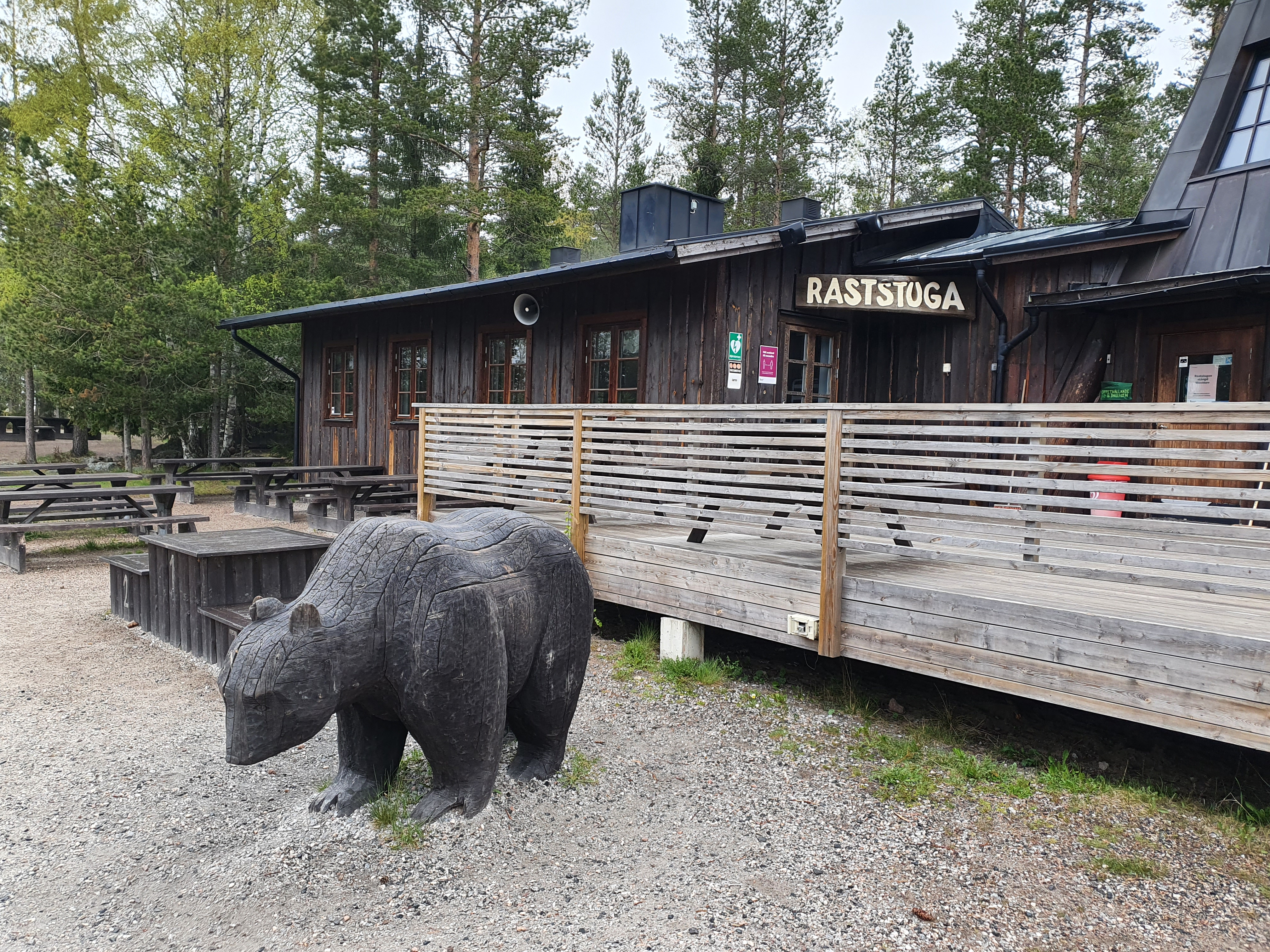
Raststuga
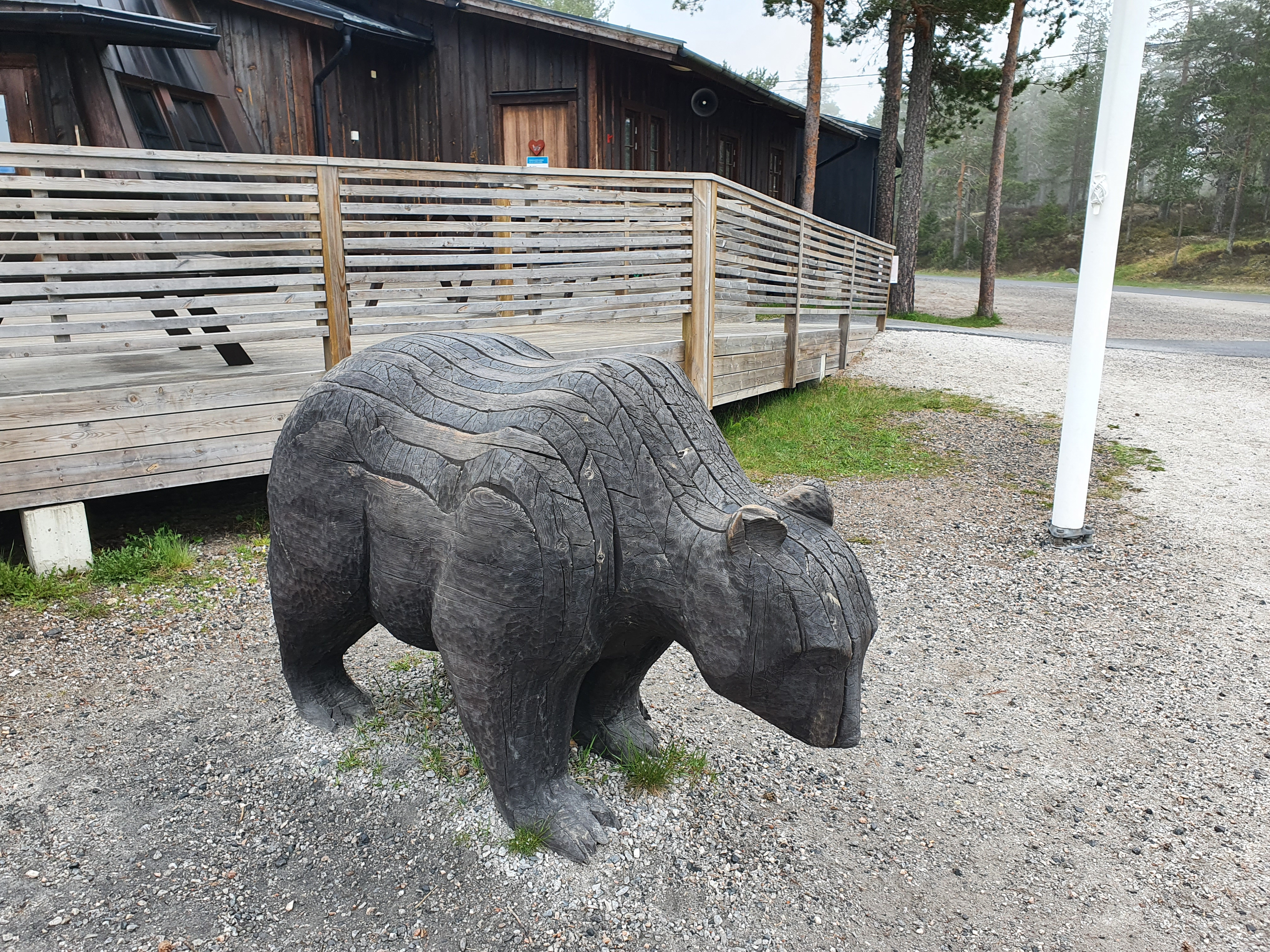
Skulptur av en björn